# 絢音
『絢音』（あやね）は中京テレビで2012年8月25日の9:25 - 10:20（JST）に放送されたテレビドラマの特別番組である。

## 概要
娘を想う母・睦代と家族が悩み、葛藤しながら過ごした日々を名古屋を舞台に描く愛知県豊明市に実在する家族の物語。主演は京野ことみ。
中京テレビでは、2002年から1年半にわたって絢音が病気と闘う姿をドキュメンタリー取材で追いかけ、同局では実に5年ぶり（2007年9月29日放送『ツナガルココロ 〜3つの愛の物語〜』以来）のドラマ製作に至った。そして、放送倫理・番組向上機構（BPO）の「青少年へのおすすめ番組」に選ばれた。
サブタイトルは「あやね7歳!生命と家族愛の物語」。

## あらすじ
生まれつきの心臓病や知的障害を抱えながらも天真爛漫に生きる5歳の絢音。手術をすれば助かると信じ、母・睦代と父・栄之は入退院を繰り返しながらもゆっくりと成長する娘を見守り続けてきた。一方で祖父母宅に預けられることが多かった兄・大吾は寂しさに耐えながらも妹の病状を心配していた。そんな時、主治医の村木医師から告げられたのは拡張型心筋症の発症だった。海外で移植手術をしても助かる可能性はほぼゼロに近い、という厳しい現実。混乱し、諦めきれない栄之に対し、睦代は「点滴を外してほしい」と言う。限られた命の時間をどう過ごすのか。家族が絢音のためにしてあげられることは何なのか。

## キャスト

### 井清家
井清 睦代 （いせい ちかよ）（29） - 京野ことみ
絢音の母。絢音には、生きていて良かったと少しでも思って欲しいと願うが絢音にしてやれることは何なのか、葛藤している。
井清 栄之 （いせい ひでゆき）（27）- 内田朝陽
絢音の父。熱血漢で涙もろい。家族のムードメーカー。睦代と交代で絢音の付き添いをしている。絢音の病気に対して、可能な限りの治療をしてあげたいと思っている。
井清 大吾 （いせい だいご）（9） - 三輪泉月、青春期（20）/塩顕治
絢音の兄。普段は祖父母宅に預けられている。寂しい思いをしているが、絢音のことを思い我慢している。
井清 絢音 （いせい あやね）（6） - 池田結南
先天性のファロー四徴症に加え、脳障害、さらに拡張型心筋症という難病を患う。お茶とキラキラしたものが大好き。

### その他
大沢先生 - 近藤正臣
絢音が通う小学校の特別学級「どんぐり学級」の担任。睦代の心の支えとなる。
村木医師 - 篠山輝信
絢音の担当医師。絢音を助けられないことに医師としてのふがいなさを感じている。
白井看護師 - 金子ゆい
ニュースキャスター - 恩田千佐子（中京テレビアナウンサー）

## スタッフ
- 脚本 - 山川智子
- 企画 - 恒川義章（CTV MID ENJIN）
- 企画・プロデューサー - 栗田美和（CTV）
- 演出 - 吉川厚志
- 音楽 - 遠藤浩二
- チーフプロデューサー - 安部田公彦（CTV）、瀬古隆司（CTV MID ENJIN）
- アシスタントプロデューサー - 池田京平（CTV）
- プロデューサー - 菱田光彦（テレパック）
- 制作協力 - テレパック
- 製作著作 - 中京テレビ

## ロケ地
- 名古屋市中区：オアシス21、セントラルパーク、栄・バス停付近
- 名古屋市千種区：東山動植物園
- 名古屋市天白区：名古屋市立大坪小学校
- 愛知県蒲郡市：蒲郡市民病院
- 三重県桑名市：湾岸長島パーキングエリア